# Pseudagrion williamsoni
Pseudagrion williamsoni är en trollsländeart som beskrevs av Fraser 1922. Pseudagrion williamsoni ingår i släktet Pseudagrion och familjen dammflicksländor. IUCN kategoriserar arten globalt som livskraftig. Inga underarter finns listade i Catalogue of Life.